# Heliocopris camerunus
Heliocopris camerunus är en skalbaggsart som beskrevs av Pokorny och Zidek 2009. Heliocopris camerunus ingår i släktet Heliocopris och familjen bladhorningar. Inga underarter finns listade i Catalogue of Life.